# Stadsbrouwerij Gruut
Stadsbrouwerij Gruut is een brouwerij in de Rembert Dodoensdreef in het centrum van de Belgische stad Gent. Het is een van de zeldzame brouwerijen waar men gebruikmaakt van een kruidenmengsel (gruut) in plaats van het gebruikelijke hop. De brouwerij brouwt met de moderne brouwtechnologie maar volgens de oude tradities.

## Geschiedenis
De Gentse Stadsbrouwerij Gruut werd opgericht in 2009 door brouwingenieur Annick De Splenter, telg van een brouwersfamilie. De familie De Splenter was eigenaar van brouwerij Riva in Dentergem.
Om de bitterheid, bewaarbaarheid en andere smaak- en geurcomponenten van hop te vervangen, moest heel wat onderzoek gedaan worden naar een geschikte kruidensamenstelling. Hierbij kon men rekenen op subsidie uit een Vlaams innovatiefonds (IWT).

## Brouwinstallatie
De brouwerij bevond zich eerst in het pand waar voorheen café Igor was gevestigd in de Grote Huidevettershoek 10. Daarna verhuisde de brouwerij nog tweemaal, in 2014 naar de Sint-Widostraat en in 2016 naar zijn huidige locatie.
De kleine brouwinstallatie samen met de gisttanks en lagertanks, bevindt zich in hetzelfde gebouw als de gelagzaal en heeft een capaciteit om 5 hectoliter Gruut te brouwen. Deze productie is genoeg voor de brasserie zelf en voor enkele cafés in het Gentse. De grotere volumes, onder meer voor export naar Amerika, worden gebrouwen bij brouwerij Bavik te Bavikhove. Daar worden ze ook gebotteld.
De Gentse Stadsbrouwerij is echter meer dan een brouwerij alleen. Het pand dat men ter beschikking heeft wordt voor tal van zaken gebruikt. Ten eerste is het natuurlijk een brouwerij, maar daarnaast is het ook een dag- en nachtcafé.

## Bieren
Er zijn momenteel vijf varianten: een witbier, een blonde, een amber, een bruine en Inferno.
Het muntstuk dat staat afgebeeld op het etiket van het bier is een "gruut", de lokale benaming van de groot, een muntstuk dat onder andere tijdens het bewind van Keizer Karel V werd gebruikt. In het middeleeuwse Gent werden de belastingen betaald met enkele en dubbele groten.
Ook de bierviltjes van het bier zijn apart: er is een anamorfose op te zien. Een anamorfose is een vertekende afbeelding die er slechts gezien vanuit een bepaalde hoek of met een bepaald optisch apparaat realistisch uitziet.
Als men twee bierviltjes tezamen puzzelt ontdekt men een verborgen tekening. Tijdens de Renaissance werd deze techniek gebruikt om geheime, vaak verboden of lichtjes erotische beelden tevoorschijn te toveren.